# Corbeil-Cerf
Corbeil-Cerf és un municipi francès, situat al departament de l'Oise i a la regió dels Alts de França. L'any 2007 tenia 319 habitants.

## Demografia

### Població
El 2007 la població de fet de Corbeil-Cerf era de 319 persones. Hi havia 107 famílies de les quals 20 eren unipersonals (12 homes vivint sols i 8 dones vivint soles), 28 parelles sense fills, 55 parelles amb fills i 4 famílies monoparentals amb fills.
La població ha evolucionat segons el següent gràfic:
Habitants censats

### Habitatges
El 2007 hi havia 129 habitatges, 112 eren l'habitatge principal de la família, 10 eren segones residències i 7 estaven desocupats. 128 eren cases i 1 era un apartament. Dels 112 habitatges principals, 102 estaven ocupats pels seus propietaris, 8 estaven llogats i ocupats pels llogaters i 2 estaven cedits a títol gratuït; 1 tenia dues cambres, 18 en tenien tres, 23 en tenien quatre i 70 en tenien cinc o més. 82 habitatges disposaven pel capbaix d'una plaça de pàrquing. A 35 habitatges hi havia un automòbil i a 72 n'hi havia dos o més.

### Piràmide de població
La piràmide de població per edats i sexe el 2009 era:
| Homes | Edats   | Dones |
| ----- | ------- | ----- |
| 0     | 95 o +  | 0     |
| 0     | 90 a 94 | 0     |
| 0     | 85 a 89 | 4     |
| 0     | 80 a 84 | 0     |
| 0     | 75 a 79 | 0     |
| 0     | 70 a 74 | 0     |
| 8     | 65 a 69 | 0     |
| 16    | 60 a 64 | 12    |
| 12    | 55 a 59 | 16    |
| 16    | 50 a 54 | 12    |
| 20    | 45 a 49 | 24    |
| 4     | 40 a 44 | 12    |
| 8     | 35 a 39 | 4     |
| 8     | 30 a 34 | 8     |
| 8     | 25 a 29 | 8     |
| 4     | 20 a 24 | 16    |
| 20    | 15 a 19 | 12    |
| 8     | 10 a 14 | 4     |
| 8     | 5 a 9   | 4     |
| 12    | 0 a 4   | 4     |

## Economia
El 2007 la població en edat de treballar era de 207 persones, 161 eren actives i 46 eren inactives. De les 161 persones actives 152 estaven ocupades (82 homes i 70 dones) i 9 estaven aturades (3 homes i 6 dones). De les 46 persones inactives 23 estaven jubilades, 12 estaven estudiant i 11 estaven classificades com a «altres inactius».

### Ingressos
El 2009 a Corbeil-Cerf hi havia 114 unitats fiscals que integraven 315 persones, la mediana anual d'ingressos fiscals per persona era de 22.730 €.

### Activitats econòmiques
Dels 13 establiments que hi havia el 2007, 1 era d'una empresa extractiva, 1 d'una empresa alimentària, 3 d'empreses de construcció, 1 d'una empresa de comerç i reparació d'automòbils, 1 d'una empresa de transport, 1 d'una empresa d'hostatgeria i restauració, 1 d'una empresa financera, 1 d'una empresa immobiliària i 3 d'empreses de serveis.
Dels 6 establiments de servei als particulars que hi havia el 2009, 3 eren fusteries, 1 restaurant i 2 agències immobiliàries.
L'any 2000 a Corbeil-Cerf hi havia 3 explotacions agrícoles que ocupaven un total de 426 hectàrees.

## Poblacions més properes
El següent diagrama mostra les poblacions més properes.